# Steve Sabol
Stephen Douglas «Steve» Sabol (Moorestown, Nueva Jersey, 2 de octubre de 1942 - 18 de septiembre de 2012) fue un productor audiovisual estadounidense, fundador y presidente de NFL Films, junto a su padre Edwin Sabol. También fue un artista visual de trayectoria.
Sabol nació en Moorestown Township, Nueva Jersey, y asistió a la Universidad de Colorado, donde jugó al fútbol y fue miembro de la fraternidad Kappa Sigma. La revista Sports Illustrated, en la edición del 22 de noviembre de 1965, le dedicó un artículo humorístico acerca de sus hazañas de autopromoción. Después de su graduación, comenzó a trabajar como camarógrafo en NFL Films junto a su padre Edwin Sabol. Se inició en la industria del cine cuando su padre consiguió los derechos de transmisión del Campeonato NFL de 1962.